# Zmienna globalna
Zmienna globalna – zmienna istniejąca przez cały czas życia programu i widziana z wielu miejsc w programie.
Nadużywanie zmiennych globalnych może prowadzić do poważnych problemów, takich jak:
- w przypadku programów wielowątkowych, zmienna taka może być modyfikowana przez dowolny wątek, co prowadzić może do nieokreśloności przy braku synchronizacji wątków.
- jeśli funkcja używa zmiennej globalnej jako zmiennej pomocniczej, niemożliwe może być jej rekursywne wywołanie
- zmienne globalne zaśmiecają przestrzeń nazw, w niektórych architekturach może to doprowadzić do przepełnienia stosu
- na działanie danej części kodu może mieć wpływ kod zupełnie niezwiązany, o ile oba używają tej samej zmiennej globalnej i jeden z nich ją modyfikuje.
- zmienne globalne mogą kolidować ze zmiennymi lokalnymi (te drugie przesłaniają zmienne globalne o ile posiadają identyczne nazwy).

Do zalecanych rozwiązań należą:
- używanie zmiennych statycznych o ograniczonym zakresie widoczności, takich jak zmienne static w C – zapobiega niepożądanym interakcjom
- zamykanie zmiennych globalnych jako pól statycznych w klasach (najczęściej w klasach abstrakcyjnych)
- zabezpieczanie dostępu do zmiennych globalnych blokadami.
- przerobienie programu tak, żeby korzystał z mniejszej liczby zmiennych globalnych.
- nazywanie zmiennych globalnych w sposób uniemożliwiający kolizję nazw (jest to obowiązkowe w Ruby), lub też deklarowanie w każdej funkcji z których zmiennych globalnych ona korzysta (PHP).

W wielu sytuacjach nie da się uniknąć istnienia zmiennych globalnych – np. w programach języka C przeznaczonych na architektury nie posiadające możliwości dynamicznej alokacji pamięci. Stosowanie tam zmiennych globalnych jest jedynym możliwym sposobem na przekazanie większej liczby parametrów z jednej funkcji do drugiej.
Niektóre języki programowania domyślnie po utworzeniu zmiennej przyjmują, że jest to zmienna o zakresie globalnym – czyli widoczna w dowolnym miejscu programu.